# 숨은 변수 이론
숨은 변수 이론( - 變數 理論, 영어: hidden-variable theory)은 양자역학을 해석하는 실재론적인 방법이다. 여기에 아인슈타인과 포돌스키, 로젠은 국소성을 추가로 가정하여 양자역학의 코펜하겐 해석을 반박하기 위해 EPR 역설을 제창하였다. 이로써 만들어진 양자역학의 해석방법이 바로 국소적 숨은 변수 이론이다. 국소적 숨은 변수 이론은 벨 부등식에 의해서 양자역학에서 주는 결과와 양립할 수 없음이 밝혀졌으며 아스페, 그랜지어 그리고 로저의 1982년의 실험은 양자역학의 예측과 일치하는 결과를 보였다. 비국소적 실재론의 성립 여부는 아직까지 제대로 증명되지 않았다.

## 양자역학 발달 초기의 숨은 변수 이론

### EPR 역설과 벨 부등식
EPR이 했던 국소성 가정을 하자면, 즉, 한쪽에서 물리량을 측정하면, 다른 쪽에서는 같은 물리량에 대해 언제나 확실하게 반대 값을 주는 것을 가정하자. 이러한 물리량을 3가지 생각했을 때, 단순히 물리량이 상관관계를 갖는 상식적인 부등식이 양자역학 계산에서는 성립하지 않는다는 것을 보였다.
이를 일반화한 식이 벨 부등식이다
{\displaystyle 1+\operatorname {C} (b,c)\geq |\operatorname {C} (a,b)-\operatorname {C} (a,c)|,}
여기에서 C는 상관관계이다. 한 실험은 a를 측정하고, 다른 실험은 b를 측정한다. c는 편의상 비교를 위한 제 3의 가상 실험이다. 상식적으로 b와 c가 함께 일어날 확률 {\displaystyle \operatorname {C} (b,c)}는 각각 (a,b)와 (a,c)가 함께 일어날 확률보다 적어야 하므로 위의 부등식이 성립하는 것처럼 보이나 간단한 양자역학적인 경우를 고려해보면 이를 만족하지 않음을 볼 수 있다.
지금까지 해온 실험은 모두 벨 부등식을 만족하지 않으며, 따라서 국소적인 숨은 변수 이론과는 맞지 않는 결과를 보였다.

## 같이 보기
- 양자 역학의 해석
  - 코펜하겐 해석
  - 비국소성 숨은 변수 이론
    - 데이비드 봄의 숨은 변수 이론
    - 양자중력공간 이론